# Radiometer van Crookes

Een draaiend lichtmolentje

De radiometer van Crookes of het lichtmolentje is een experimentele opstelling die bestaat uit een glazen bol met daarin (vier) metalen wieken die op een verticale draaias gemonteerd zijn. De wieken zijn aan de ene zijde zwart en aan de andere zijde spiegelend. De luchtdruk in de bol is laag, ongeveer een duizendste van een atmosfeer. Als het molentje belicht wordt, gaan de wieken draaien. 
Deze zonnemotor werd in 1873 bedacht door de Britse scheikundige William Crookes. 

## Werking
Bij belichting door de zon of warmtestraling van bijvoorbeeld een hand warmt de zwarte, niet reflecterende zijde van de vaantjes op.  Aan de randen van de vaantjes botsen de moleculen aan de warme kant van de rand net iets harder dan aan de koele kant, waardoor er een netto kracht ontstaat.
Het is een misverstand dat het ronddraaien zou worden veroorzaakt door de stralingsdruk van de lichtbron. Er zijn ten minste twee aanwijzingen tegen:
1. Bij zeer grondig vacuüm zuigen van de bol (ruim onder 1 miljoenste van een atmosfeer) neemt de werking af om bij totaal vacuüm geheel te stoppen.
2. Als de impuls van de lichtdeeltjes de wieken zou aandrijven, zou de reflecterende zijde van de lichtbron weg bewegen, maar het omgekeerde is het geval.